# Lákka (ort i Grekland, Västra Grekland)
Lákka (Lakka) är en ort i Grekland.   Den ligger i prefekturen Nomós Achaḯas och regionen Västra Grekland, i den centrala delen av landet, 150 km väster om huvudstaden Aten. Lákka ligger 480 meter över havet och antalet invånare är 147.
Terrängen runt Lákka är kuperad åt nordost, men åt sydväst är den bergig. Runt Lákka är det ganska tätbefolkat, med 144 invånare per kvadratkilometer. Närmaste större samhälle är Aígio, 8,4 km öster om Lákka. 